# Follow The Call
Follow The Call – trzeci studyjny album Edyty Geppert wydany w 1992 roku nakładem ZPR Records.

## Lista utworów
1. "Follow The Call" (sł. Michał Łuszczyński - muz. W.Trzciński)
2. "The Childhood Native" (sł. Michał Łuszczyński - muz. W.Trzciński)
3. "Only You And I" (sł. Michał Łuszczyński - muz. S.Krajewski)
4. "Amazing Magic" (sł. Michał Łuszczyński - muz. W.Trzciński)
5. "Mon appel a l'amour" (sł. T.Ganchou - muz. R.Candy, S.Delettrez)
6. "Envie d'aimer Calypso" (sł. T.Ganchou - muz. R.Candy)
7. "J't'aime plus" (sł. T.Ganchou - muz. R.Candy, G.Matteoni)
8. "Mamo... córko" (sł. i muz. Michał Łuszczyński)
9. "Nie żałuję" (sł. A.Osiecka - muz. S.Krajewski)
10. "Do trzeciej z cnót" (sł. J.Has - muz. S.Krajewski)
11. "Lepiej... lub Horyzont 2000" (sł. M.Dagnan - muz. W.Trzciński)

## Informacje uzupełniające
Nagrania zrealizowano w Studiu Roger Candy w Chailly-en-Biere (5, 6, 7) oraz w Studiu Winicjusza Chrósta w Sulejówku (pozostałe).
Projekt graficzny: Rosław Szaybo
Zdjęcia: Andrzej Świetlik